# 朱成鋈
饶阳悼昭王朱成鋈（1460年代—1483年），明朝代隐王朱仕㙻庶八子，一作第七子。

## 生平
天顺八年（1464年）十二月赐名。成化九年（1473年）四月，明宪宗命安远侯柳景、驸马都尉周景、遂安伯陈韶、靖远伯王添、定襄伯郭嵩、伏羌伯毛锐为正使，吏科给事中王瑞、户科给事中张海、礼科给事中成实、兵科给事中郭镗、刑科给事中黄澄、工科给事中和逊为副使，持节册封朱成鋈为饶阳王。成化十年（1474年）四月，宪宗遣魏国公徐俌、富阳伯李舆、安乡伯张宁、东宁伯焦俊为正使，中书舍人蹇霖、吏部员外郎国泰、礼部郎中李温、工部郎中顾瑾为副使，持节册封西城兵馬副指揮李昶的女儿为饶阳王妃。
成化十九年（1483年），朱成鋈去世。七月，因王妃李氏所请，赐食米每年一百石。二十三年（1487年）六月，嫡長子朱聰澂袭封饒陽王。

## 家庭

### 妻妾
- 王妃李氏

### 子孙
- 嫡长子饶阳荣庄王朱聰澂